# Joachim Camerarius de Jonge
Joachim Camerarius de Jonge (Neurenberg, 6 november 1534 - aldaar, 11 oktober 1598) was een Duitse arts, botanicus, zoöloog en humanistische geleerde.

## Biografie
Camerarius werd geboren in Neurenberg, als zoon van de humanist Joachim Camerarius de Oudere (1500–1574). Camerarius's associatie met vooraanstaande figuren van de Duitse intelligentia van de late 16e eeuw werd verzekerd door zijn vader's netwerk van invloedrijke vrienden, waaronder Philipp Melanchthon en Johannes Crato von Krafftheim. Na zijn studies in Wittenberg en Leipzig, richtte Camerarius zich op medische studies onder begeleiding van Crato. In navolging van Crato, studeerde hij geneeskunde aan de Universiteit van Padua voordat hij in 1562 zijn doctoraat behaalde aan de Universiteit van Bologna. Hij keerde terug naar Neurenberg waar hij zijn medische praktijk oprichtte. 
In 1592 richtte de gemeenteraad van Neurenberg het Collegium Medicum op. Camerarius diende als decaan van het medisch college tot aan zijn dood. Hij stond in contact met vooraanstaande personen zoals Gaspard Bauhin, Carolus Clusius, Thomas Erastus en Conrad Gesner.

## Werk

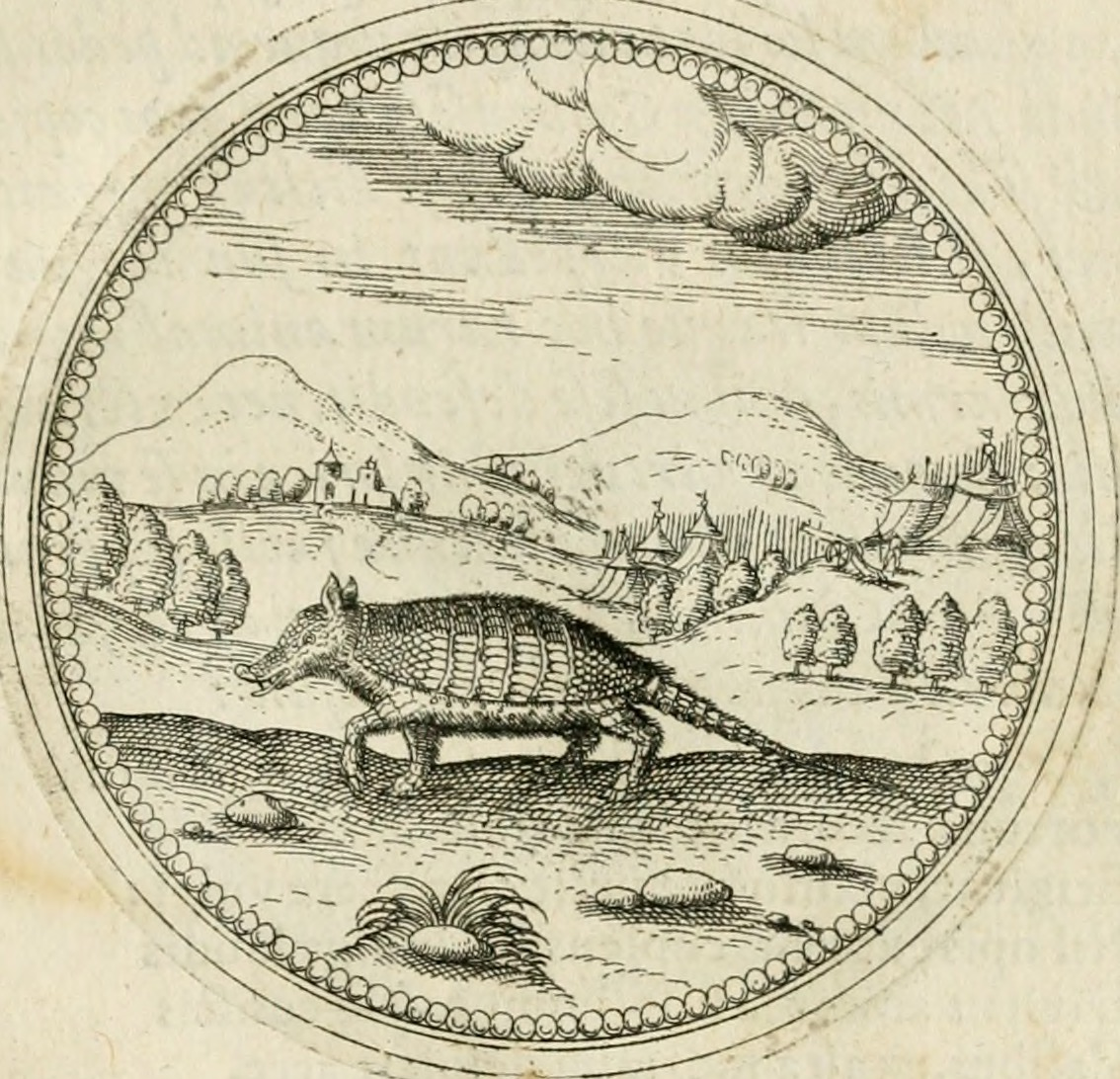
Symbola et emblemata

Hoewel hij opgeleid was in de strikte Galenische wijze van filosofisch gebaseerde geneeskunde, liet Camerarius ook de naturalistische inclinatie van zijn voorbeelden Gessner en Pietro Andrea Mattioli zien. 
Enkele van zijn werken zijn:
- Synopsis [...] commentariorum de peste (waaronder zijn eigen De recta et necessaria ratione, praeservandi a pestis contagio) (Nuremberg, 1583)
- Hortus Medicus et Philosophicus (Frankfurt/M., 1598)
- Symbola et emblemata (Centuria, I: 1590, II: 1595, III: 1596, IV: 1604; uitg. Wolfgang Harms en Ulla-Britta Kuechen, Graz, 1988).

Zijn zoon Ludwig Camerarius (1573-1651) publiceerde een postume editie van Symbola et emblemata waarin een vierde "eeuw" van symbolen en emblemen van waterdieren en reptielen werd toegevoegd aan de drie eerder gepubliceerde "eeuwen" van kruiden en planten, viervoeters, vogels, en insecten. Joachim Camerarius publiceerde ook een zeer populaire editie van Mattioli's commentaren op Dioscorides (Kreutterbuch, Frankfurt/M., 1586).